# Beneš-Mráz Be-250 Beta-Major
Beneš-Mráz Be-250 Beta-Major byl československý sportovní a cvičný dvoumístný dolnoplošník z třicátých let 20. století, který byl vyroben ve firmě Beneš-Mráz v Chocni, která jej vyvinula v roce 1936.

## Vývoj a užití
Jednalo se o další model do řady úspěšných předválečných letadel této firmy, která byla vyráběna pro sportovní a školní účely. Byl postaven pouze jeden prototyp.
Necelého půl roku po zahájení činnost nové společnosti představila firma Ing. Pavel Beneš a Ing. Jaroslav Mráz, továrna na letadla v Chocni, svým druhým prototypem Be-50 Beta Minor počátek nové vývojové linie moderních cvičných a sportovních letadel. Nabídka řady invertních motorů firmy Walter dovolila jistou různorodost tohoto projektu. A tak necelý rok po letounu Be-50 s motorem Walter Minor 4 vzlétl modifikovaný dvousedadlový letoun Be-250 Beta Major, a jak název napovídá, s nejsilnějším nabízeným motorem řady invertních motorů Walter Mikron, Minor, Major.
Beneš-Mráz Be-250 Beta Major měl být nejvýkonnější letoun z řady dvoumístných "Bet". Motor Walter Major 4 o výkonu 88/96 kW (120/130 k) s dvoulistou dřevěnou vrtulí byl sice výkonný a letoun s ním vykazoval nesporně značnou kvalitu, ale ve skutečnosti tomu až tak nebylo, protože trpěl nežádoucími vibracemi, především v oblasti nízkých otáček. Motor Walter Major 4 vznikl v továrně Walter v roce 1934 poměrně jednoduchou úpravou vůbec prvního, invertního, řadového čtyřválce jinonické firmy - motoru Walter Junior 4 (1932).
Dolnoplošník byl zalétán továrním pilotem Josefem Koukalem 20. července 1936 (OK-BEN). Společnost Beneš-Mráz sice učinila pokus letoun udat, ale zklamaný zákazník jej po krátkém čase vrátil.
Za okupace pilot německé komise letoun poškodil. Z Chocně se dostal až v říjnu 1943, kdy byl vlakem odvezen do Nitry na Slovensku a byl provozován Slovenským státem. Dá se říci, že jako jediný z rodiny letadel předválečné produkce firmy Beneš-Mráz přežil v Československu resp. v "tisovské" Slovenské republice a dočkal se osvobození. Po druhé světové válce byl letoun využíván k cvičným účelům pod označením C-25. Létal však jen krátce.
Jednokusovou sérií bohužel skončily i následníci tohoto letounu: Be-252 Beta Scolar, Be-501 Bibi a Be-502 Bibi.

## Technické údaje

### Základní charakteristiky[1][4]
- Osádka: 2
- Rozpětí: 10,66 m
- Délka: 7,55 m
- Nosná plocha: 14 m²
- Hmotnost prázdného stroje: 530 kg
- Vzletová hmotnost: 840 kg
- Plošné zatížení: 60 kg/m²
- Motor: 1× invertní řadový vzduchem chlazený čtyřválec Walter Major 4

### Výkony
- Jmenovitá výkonnost: 130 k (95 kW)
- Nejvyšší rychlost: 235 km/h
- Cestovní rychlost: 200 km/h
- Dostup: 5000 m
- Dolet: 700 km